# Garry McCoy

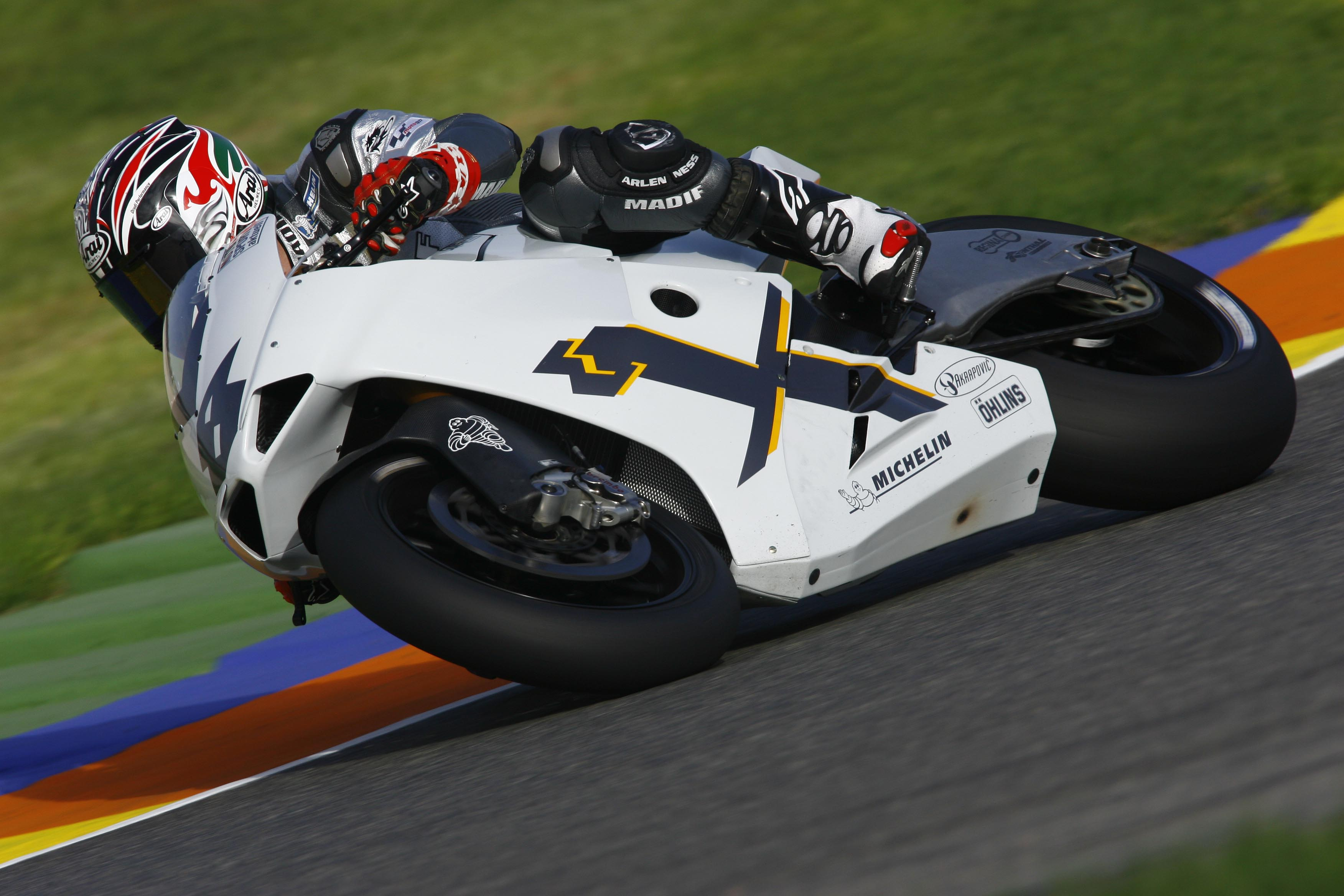
Garry McCoy

Garry McCoy, född den 18 april 1972 i Sydney i Australien, är en australisk roadracingförare, som vann flera race i VM. Han har även vunnit ett race i Superbike och tagit pallplatser i Supersport.

## Segrar 500GP
| Nr | Grand Prix | År   |
| -- | ---------- | ---- |
| 1  | Sydafrika  | 2000 |
| 2  | Portugal   | 2000 |
| 3  | Valencia   | 2000 |

## Segrar 125GP
| Nr | Grand Prix | År   |
| -- | ---------- | ---- |
| 1  | Malaysia   | 1995 |
| 2  | Australien | 1996 |